# Tegarama
Tegarama era una ciutat, i també un regne que es va formar durant la crisi de l'Imperi Hitita a la meitat del segle xvi aC, amb Mitanni com a força emergent, a la regió de l'Alt Eufrates, a la futura Armènia.
Durant el regnat d'Hantilis I era una possessió hitita on el rei va combatre amb els hurrites. Allà, aquest rei va fer un parlament a l'exèrcit on volia justificar el seu accés al poder després d'assassinar al seu cunyat Mursilis I.
Després va passar als hurrites probablement durant el regnat d'Ammunas o poc abans, i s'hi va formar un regne hurrita que devia estar sota influència de Mitanni, durant el segle xv aC. Més endavant va ser sotmès pel rei hitita Muwatallis I o per Tudhalias II entre els anys 1420 aC/1400 aC.
Tushratta de Mitanni hi va afavorir una revolta cap al 1360 aC. Subiluliuma I, que encara era segurament príncep hereu, quan anava a reprimir una revolta del regne hurrita d'Isuwa, es va trobar amb la defecció d'aquesta ciutat i regne, i d'altres del voltant, la va atacar i la va sotmetre. En temps de Mursilis II, també es menciona Tegarama en el curs d'una incursió que aquest rei va fer contra Carquemix, i diu que va ser el lloc on es va reunir amb altres tropes del seu exèrcit que havien anat a castigar la ciutat d'Istitina.